# Třípanský sloup
Třípanský sloup stával na hranici tří historických panství v Lužických horách na místě při jižní hranici katastrálního území Rozhled v okrese Děčín v Ústeckém kraji. Ač se sloup již od roku 1999 na tomto místě nenachází (je zde umístěna novodobá replika), v Ústředním seznamu kulturních památek České republiky je zapsán pod číslem 44069/5-5387.

## Historie
Tzv. Třípanský sloup stával u rozcestí na jihozápadním svahu Konopáče (zvaného též Jelení skála) u Staré pražské cesty, která byla až do konce 18. století významnou spojnicí mezi českým vnitrozemím a oblastí Lužice. Podle tradovaných informací a podle signatury na dochovaném fundamentu sloup měl být vztyčen dne 29. července 1705 na místě staršího Červeného sloupu, který zde vymezoval sporné hranice tří panství – českokamenického, tolštejnsko-rumburského a zákupského. Sloup je vyznačen na mapě z roku 1745, která dokumentovala historický spor o hranice panství.
Sloup byl opraven v roce 1927, v té době zde však již chyběla hlavice s erby panství. Podle evidenčního listu byl "sloup zvaný Třípanský" prohlášen ministerstvem kultury za kulturní památku dne 22. dubna 1991. O osm let později, na podzim roku 1999, bylo torzo sloupu ukradeno, na místě se zachovala pouze nejspodnější čtvercová část podstavce. S přispěním státního podniku Lesy České republiky bylo rozhodnuto o vytvoření repliky historického sloupu. Poněkud zmenšená kopie Třípanského sloupu, kterou z pískovce vytesal děčínský kameník Jan Pokorný, byla na původní podstavec umístěna v červenci roku 2016.

## Popis památky
Třípanský sloup byl vytesaný z tvrdého milštejnského křemence, z něhož byly vyráběny mlýnské kameny. Nejspodnější fundament čtvercového tvaru, na němž byl sloup vztyčen, je z pískovce. Trojboký sloup měl zaoblené vystupující hrany a byl vysoký zhruba dva metry. Na vrcholu sloupu byly vytesány erby dotčených panství.  

## Okolí a přístup
Na rozcestí Třípanský sloup se nacházejí tři historické sloupy. Kromě Třípanského sloupu se poblíž úvozu Staré pražské cesty tyčí sloup sv. Jakuba, někdy označovaný též jako Jelení sloup. Pískovcový sloup pochází patrně z počátku 18. století. Na podstavci je reliéf s vyobrazením sv. Jiljí a na  vrcholu sloupu byla pravděpodobně socha sv. Jakuba, patrona poutníků. Sloup byl renovován v roce 2002. V bezprostředním sousedství Třípanského sloupu stojí nakloněný kamenný hranol, zhruba dva metry vysoký. Tento sloup pochází z 19. století a jsou na něm ozdobně vytesána čísla lesních revírů IX a X. V širším okolí, na hřebeni mezi Jelení skálou a Stožcem, bývala řada hraničních kamenů z poloviny 18. století, vymezujících hranice panství. Mnohé patníky, označené počátečními písmeny názvů panství a letopočty, však byly na konci 20. století rozkradeny.

K lokalitě nevede žádná silnice. Veřejnou dopravou je přístup možný pouze vlakem do železniční stanice Jedlová na trati z České Lípy do Rumburka, z níž zde odbočuje trať do Děčína. Od nádraží k prostranství se sloupy a odpočinkovým přístřeškem vede zeleně a žlutě značená turistická trasa. Zelená trasa dále pokračuje k vrcholu Jeleních skal (s odbočkou na skalní útvar Konopáč), po hřebeni na Stožec a z rozcestí Stožecký hřbet na Stožecké sedlo. Tato cesta je po rozcestí Stožecký hřbet totožná s evropskou dálkovou trasou E10. Žlutá trasa pokračuje podél Staré pražské cesty, přes rozcestí Pod Stožcem (kde se připojuje evropská dálková trasa E10), k Nové Huti. 

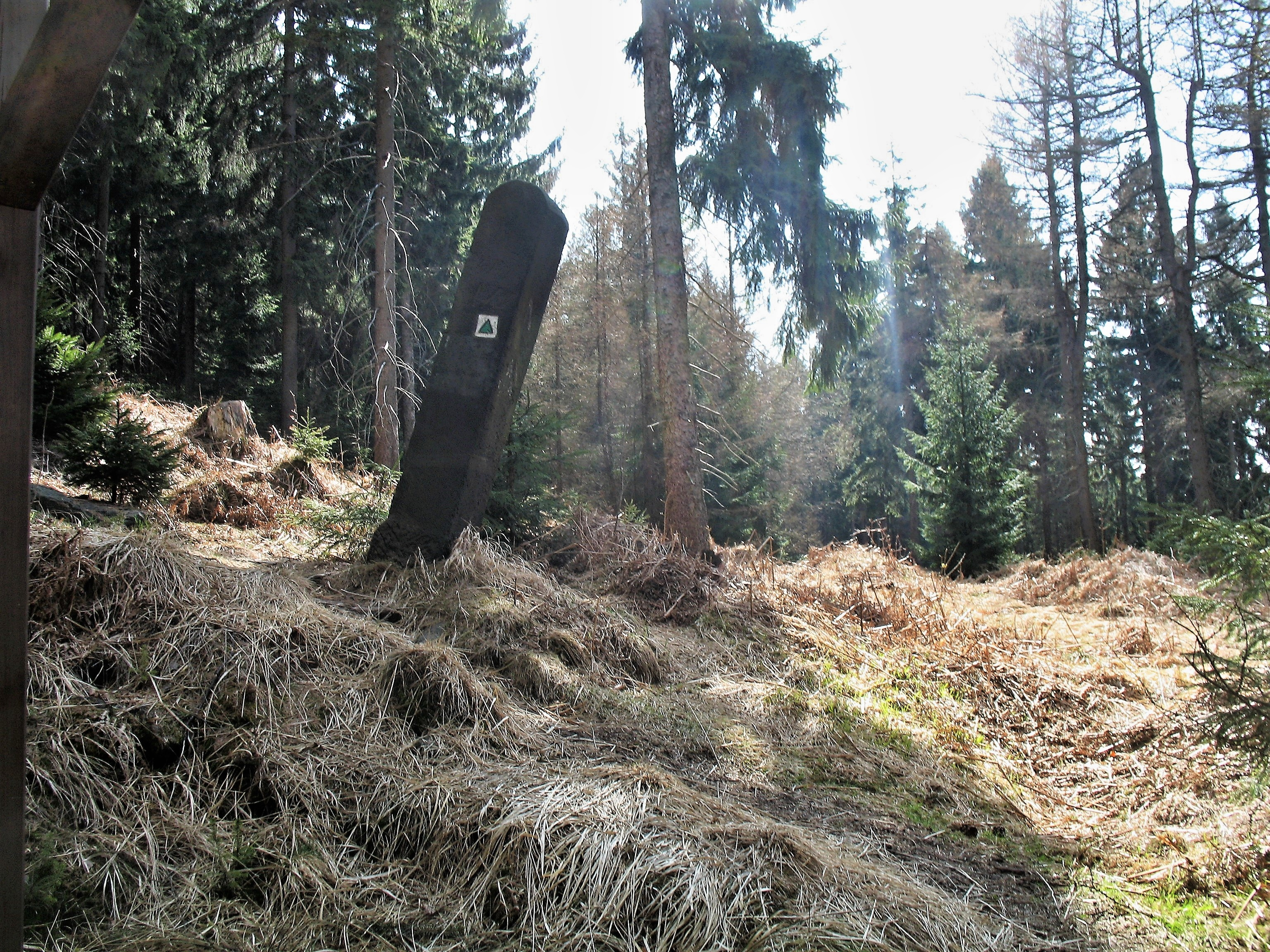
Kámen s označením lesních revírů
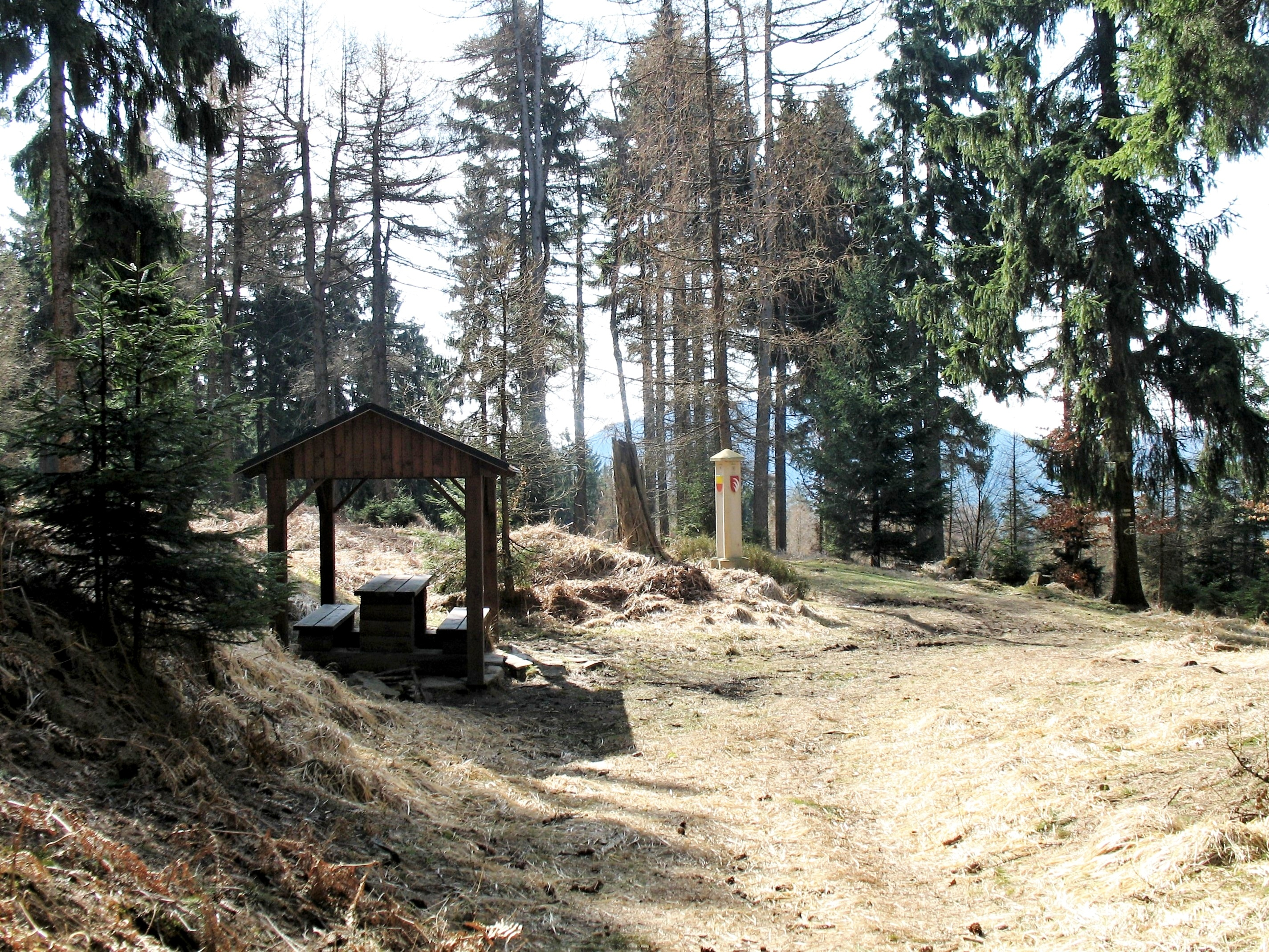
Rozcestí na Staré pražské cestě
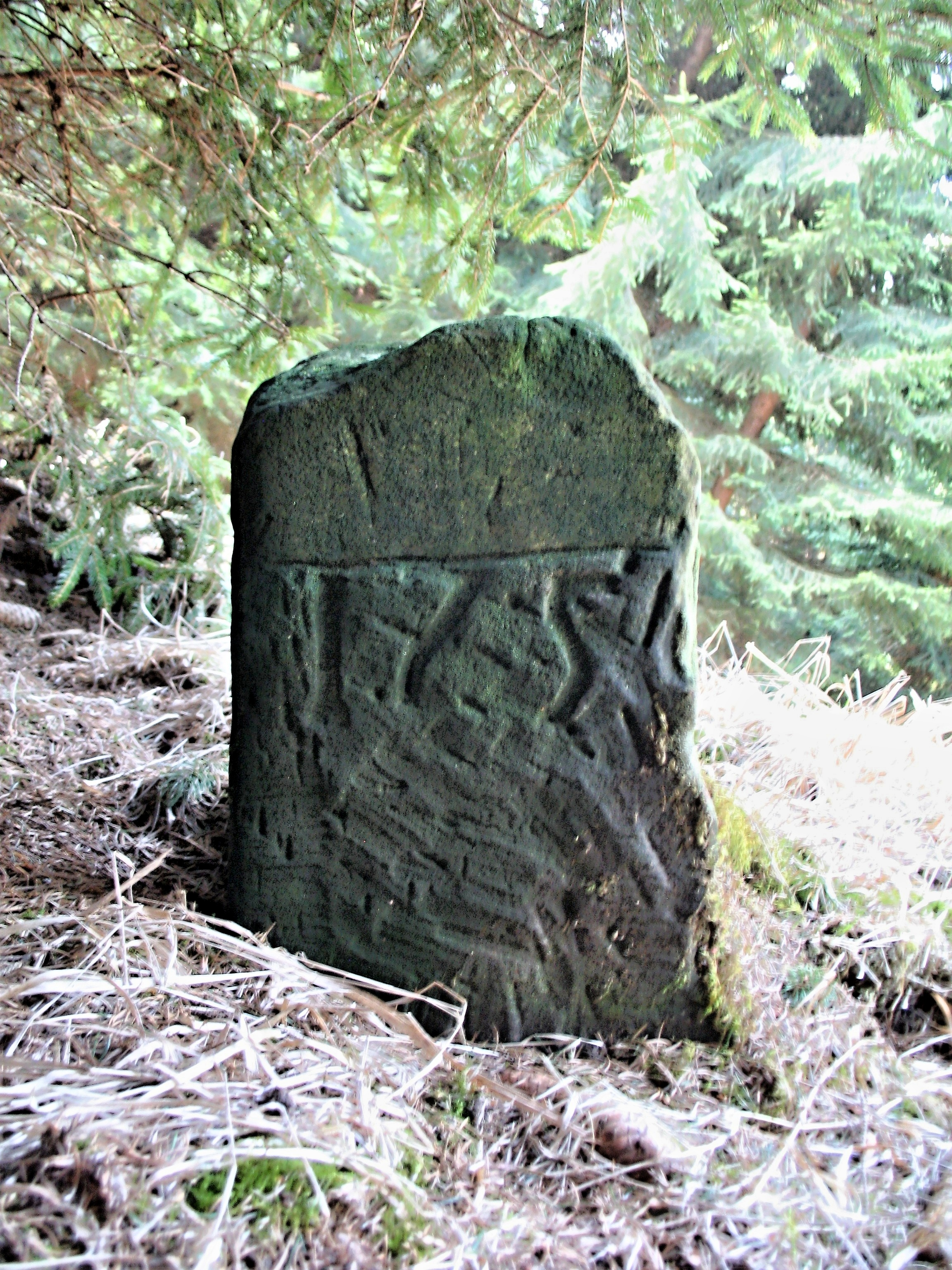
Jeden z dochovaných hraničních kamenů
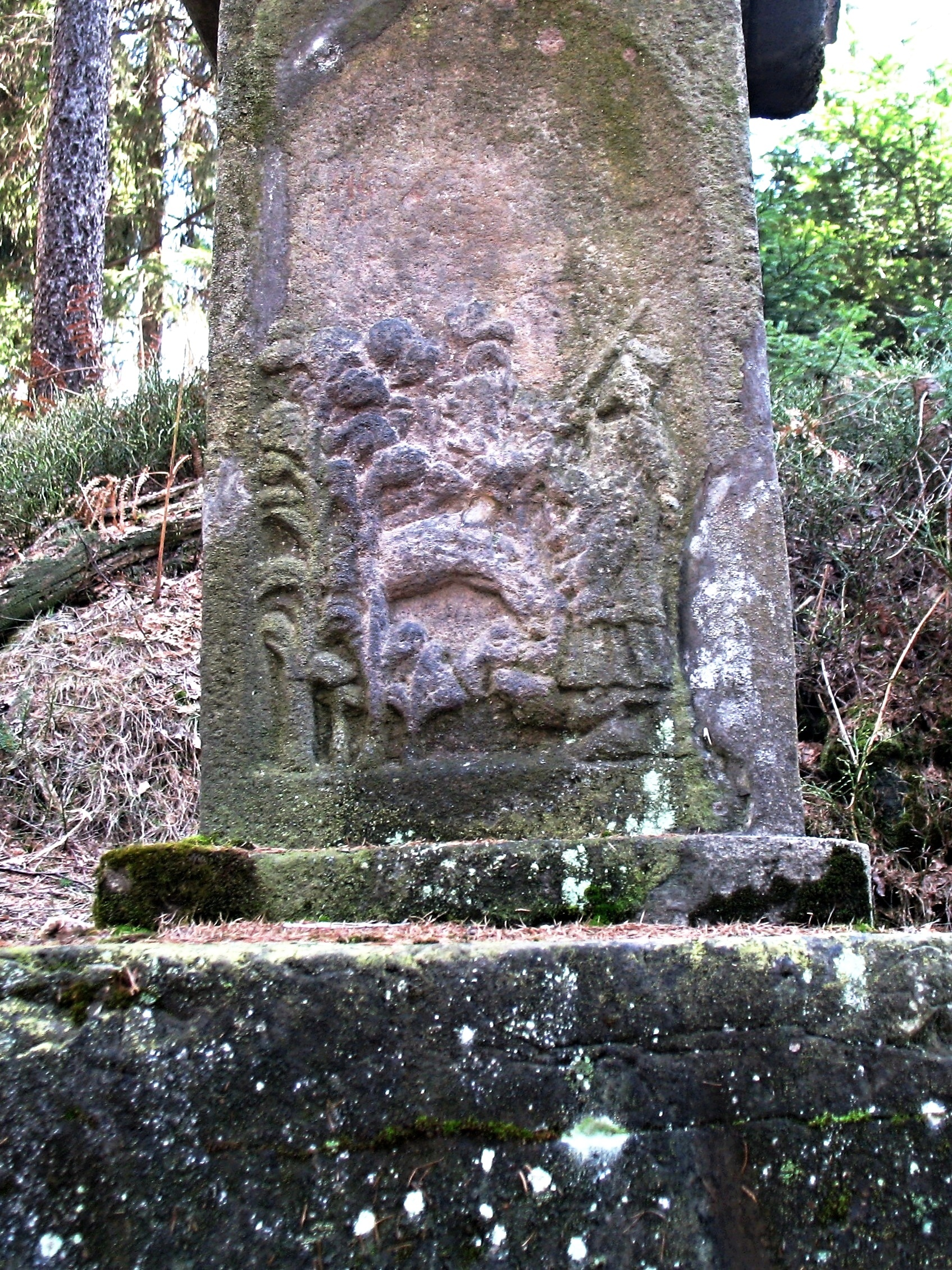
Reliéf na sloupu sv. Jakuba
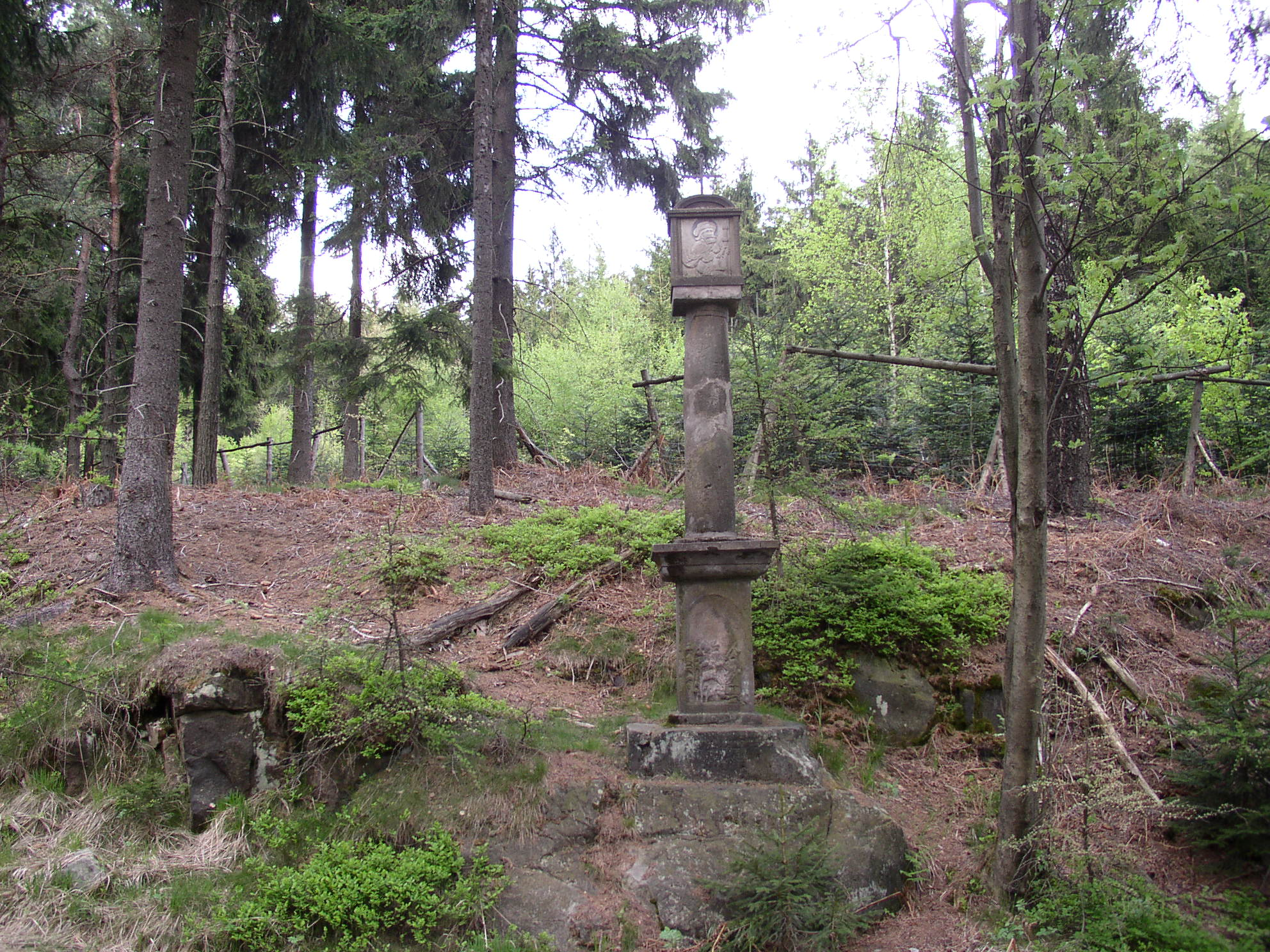
Sloup sv. Jakuba nad úvozem staré cesty
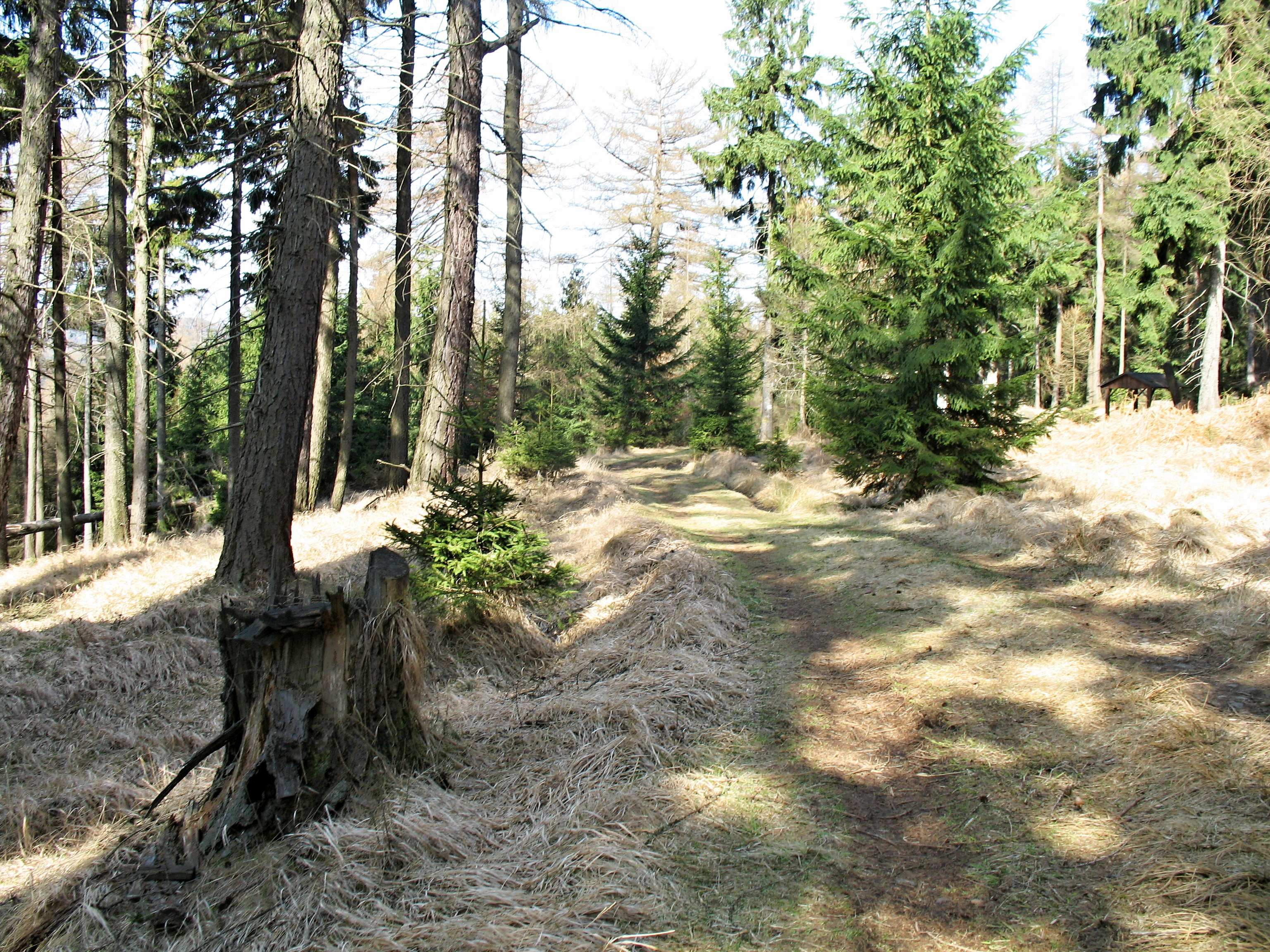
Stará pražská cesta u Třípanského sloupu